# لوکا برتونی
لوکا برتونی (انگلیسی: Luca Bertoni؛ زادهٔ ۱۹ ژوئن ۱۹۹۲) بازیکن فوتبال اهل ایتالیا است.
از باشگاه‌هایی که در آن بازی کرده‌است می‌توان به باشگاه فوتبال کارپی و باشگاه فوتبال آ.ث. میلان اشاره کرد.